# Helmut Böhme
Helmut Böhme, född 30 april 1936 i Tübingen, Baden-Württemberg, Tyskland, död 29 december 2012 i Darmstadt, Hessen, Tyskland, var en tysk professor och historiker. Mellan 1971 och 1995 var Böhme ordförande för Darmstadts tekniska universitet.